# Kadarsanomys sodyi
Kadarsanomys sodyi és una espècie de mamífer rosegador de la família dels múrids. És endèmica de Java (Indonèsia), on viu a altituds d'aproximadament 1.000 msnm. Es tracta d'un animal arborícola. El seu hàbitat natural són els boscos de bambú. Es desconeix si hi ha cap amenaça significativa per a la supervivència d'aquesta espècie. Aquest tàxon fou anomenat en honor del zoòleg neerlandès Henri Jacob Victor Sody.